# Eustácio de Constantinopla
Eustácio de Constantinopla (em grego: Εὐστάθιος; romaniz.: Eustathios), foi o patriarca de Constantinopla entre 1019 e 1025. Ele é considerado um santo pela Igreja Ortodoxa, comemorado no dia 31 de maio.

## Em direção ao cisma
Eustácio era um protopresbítero do palácio imperial quando foi elevado ao trono patriarcal pelo imperador bizantino Basílio II Bulgaróctono. Ele participou dos esforços dos bizantinos, em 1024, de chegar numa acomodação com o papado latino sobre a crescente distensão entre as igrejas do ocidente e do oriente, que culminaria no cisma de 1054. Ao mesmo tempo que Eustácio, o papado estava alegando o domínio sobre o mundo cristão, e não apenas a primazia, uma posição que ofendia a Igreja de Constantinopla, cujo patriarca era considerado o verdadeiro guia pela maior parte das igrejas do oriente, incluindo os russos, os búlgaros e os sérvios. Eustácio ofereceu um solução de compromisso para o Papa João XIX, sugerindo que o patriarca ortodoxo deveria ser ecumênico em sua própria esfera de influência (in suo orbe), no oriente, enquanto que o papado o seria no mundo (in universo). Atualmente, assume-se que este foi uma tentativa de Eustácio de manter o controle sobre as igrejas do sul da Itália. Ainda que a proposta tenha sido recusada, João aceitou a prática do rito bizantino no sul da Itália em troca do estabelecimento de igrejas de rito latino em Constantinopla.